# Черчвілл (Нью-Йорк)
Черчвілл (англ. Churchville) — селище (англ. village) в США, в окрузі Монро штату Нью-Йорк. Населення — 2091 особа (2020).

## Географія
Черчвілл розташований за координатами 43°6′8″ пн. ш. 77°52′54″ зх. д. / 43.10222° пн. ш. 77.88167° зх. д. (43.102256, -77.881586).  За даними Бюро перепису населення США в 2010 році селище мало площу 3,03 км², з яких 2,99 км² — суходіл та 0,05 км² — водойми.

## Демографія
Згідно з переписом 2010 року, у селищі мешкала 1961 особа в 820 домогосподарствах у складі 524 родин. Густота населення становила 647 осіб/км².  Було 851 помешкання (281/км²).
Расовий склад населення:
| - 95,7 % — білих - 1,3 % — чорних або афроамериканців - 1,1 % — азіатів - 0,2 % — корінних американців |

До двох чи більше рас належало 1,4 %. Частка іспаномовних становила 1,7 % від усіх жителів.
За віковим діапазоном населення розподілялося таким чином: 22,1 % — особи молодші 18 років, 63,3 % — особи у віці 18—64 років, 14,6 % — особи у віці 65 років та старші. Медіана віку мешканця становила 42,3 року. На 100 осіб жіночої статі у селищі припадало 85,5 чоловіків;  на 100 жінок у віці від 18 років та старших — 83,3 чоловіків також старших 18 років.
Середній дохід на одне домашнє господарство  становив 69 556 доларів США (медіана — 59 000), а середній дохід на одну сім'ю — 88 393 долари (медіана — 81 950). Медіана доходів становила 55 524 долари для чоловіків та 40 821 долар для жінок. За межею бідності перебувало 6,4 % осіб, у тому числі 9,8 % дітей у віці до 18 років та 5,6 % осіб у віці 65 років та старших.
Цивільне працевлаштоване населення становило 1090 осіб. Основні галузі зайнятості: освіта, охорона здоров'я та соціальна допомога — 27,1 %, виробництво — 16,9 %, науковці, спеціалісти, менеджери — 14,7 %.